# Самарский государственный социально-педагогический университет
Самарский государственный социально-педагогический университет (СГСПУ) — высшее учебное заведение, расположенное в Самаре. Основан в 1911 году. Старейшее высшее учебное заведение Самарской области. Занимает 10—13-е место в рейтинге педагогических вузов Российской Федерации.

## История
Основан 1 июля 1911 году как Самарский учительский институт. В январе 1919 году преобразован в Самарский педагогический институт на базе Самарского и Виленского учительского института, эвакуированного в Самару ещё в 1914 году. С октября 1919 по август 1921 г. — институт народного образования. С сентября 1921 по август 1923 года — педагогический факультет Самарского государственного университета, открытого в 1918 году, первым ректором которого дважды, в 1918 и 1921 гг., избирался видный психолог А. П. Нечаев. В марте 1923 года учёным Советом Самарского государственного университета принято решение о постепенном закрытии вуза из-за недостатка средств, который 1 сентября 1927 году был окончательно закрыт. В 1929 году воссоздан как Средне-Волжский педагогический институт. В 1935—1952 годах — Куйбышевский государственный педагогический и учительский институт им. В. В. Куйбышева, а с 1952 году — Куйбышевский государственный педагогический институт им. В. В. Куйбышева. В 1991 году переименован в Самарский государственный педагогический институт. В 1994 году преобразован в Самарский государственный педагогический университет. С марта 2009 года по декабрь 2015 года носил название Поволжская государственная социально-гуманитарная академия.

### Руководители
- Кильдюшевский, Николай Петрович (1911—1917)
- Нечаев, Александр Петрович (1917—1927)
- Мельниченко, Андрей Николаевич (1944—1946)
- Симанков, Борис Максимович (1964—1973)
- Рябов, Виктор Васильевич (1973—1977)
- Зуев, Владислав Дмитриевич (1977—1984)
- Семашкин, Анатолий Алексеевич (1984—2000)
- Вершинин, Игорь Владимирович (2000—2013)
- Мочалов, Олег Дмитриевич (2013—2022)
- Бакулина Светлана Юрьевна (2022 — по настоящее время)

## Структура
факультеты
- Естественно-географический факультет
- Факультет математики, физики и информатики
- Факультет культуры и искусства
- Исторический факультет
- Факультет начального образования
- Филологический факультет
- Факультет иностранных языков
- Факультет экономики, управления и сервиса
- Факультет психологии и специального образования
- Факультет физической культуры и спорта
- Межфакультетские кафедры

структурные подразделения
- Библиотека
- Зоологический музей им. Дмитрия Николаевича Флорова
- Музей археологии Поволжья
- Музей истории СГСПУ и совет ветеранов
- Отдел аспирантуры и докторантуры
- Научно-исследовательская часть
- Центр довузовской подготовки и приемная комиссия
- Бухгалтерия
- Международный отдел
- Управление по воспитательной и социальной работе
- Учебно-методическое управление
- ФОК с плавательным бассейном «Буревестник»
- Педагогический технопарк "Кванториум" им. В.Ф. Волкодавова
- Технопарк универсальных педагогических компетенций имени доктора профессора Е.Я. Когана

## Спорт
В 2020 году женская сборная команда университета участвовала в Чемпионате России по пляжному футболу среди женских команд.

## Известные выпускники
- Волкодавов, Виктор Филиппович (1927—2005) — д.ф.м.н., проф. математики.
- Левянт Марк Григорьевич  — народный артист России, заместитель председателя Союза композиторов России.
- Панфилов, Валерьян Владимирович и Сахаров, Геннадий Николаевич — советские футболисты.
- Сухорученков, Сергей Николаевич — советский велогонщик, олимпийский чемпион 1980 года.
- 10 ноября 2017 года на доме № 47 по улице Льва Толстого была открыта мемориальная доска памяти трёх Героев Советского Союза — выпускников Куйбышевского педагогического института[3]